# تشامبينو
تشامبينو (Ciampino)، مدينة إيطالية في مقاطعة روما بإقليم لاتسيو. وكانت تعد جزءا من مدينة مارينو حتى عام 1974، لمّا أصبحت بلدية ؛ وحصلت على صفة المدينة في عام 2004 بموجب مرسوم رئاسي.
أشهر ما فيها مطار مطار تشامبينو الدولي، وهو مطار عسكري يستضيف أيضا العديد من الرحلات الجوية المدنية، وخصوصا من الشركات منخفضه التكلفة. كانت أصلا بلدة صغيرة، ثم شهدت تشامبينو نمواً ديموغرافياً، فمن 5000 ساكن في عام 1951، إلى 28000 في عام 1971، واليوم يقطن المدينة حوالي 38.000 نسمة.

## السكان
في سنة 1871 بلغ عدد السكان 1٬284 نسمة، وتطور العدد ليصل في سنة 2011 لـ 37٬235 نسمة.
يظهر هذا المخطط البياني تطور النمو السكاني لـ تشامبينو